# Municipio de West Lebanon
El municipio de West Lebanon  (en inglés: West Lebanon Township) es un municipio ubicado en el condado de Lebanon en el estado estadounidense de Pensilvania. En el año 2000 tenía una población de 836 habitantes y una densidad poblacional de 802.9 personas por km².

## Geografía
El municipio de West Lebanon se encuentra ubicado en las coordenadas 40°20′42″N 76°27′00″O / 40.34500, -76.45000.

## Demografía
Según la Oficina del Censo en 2000 los ingresos medios por hogar en la localidad eran de $37,143 y los ingresos medios por familia eran $41,250. Los hombres tenían unos ingresos medios de $31,591 frente a los $23,594 para las mujeres. La renta per cápita para la localidad era de $18,709. Alrededor del 8,4% de la población estaban por debajo del umbral de pobreza.